# 탈러뛰는쥐
탈러뛰는쥐 또는 탈러저보아(Jaculus thaleri)는 뛰는쥐과에 속하는 설치류의 일종이다. 이란 호라산 지역의 토착종이다. 블랜포드뛰는쥐의 근연종이지만, 더 길고 굽은 음경과 긴 음경골, 핵형을 갖고 있다. 일반적으로 특히 귀와 뒷다리 그리고 꼬리가 블랜포드뛰는쥐보다 더 작다. 학명과 일반명은 프랑스 동물학자 탈러(Louis Thaler)의 이름에서 유래했다.